# Josiah S. Johnston
Pour les articles homonymes, voir Johnston.
Josiah Stoddard Johnston, né le 24 novembre 1784 à Salisbury (Connecticut) et mort le 19 mai 1833 sur la Rivière Rouge, est un homme politique américain, membre de la Chambre des représentants des États-Unis et sénateur de Louisiane. 

## Biographie
Né à Salisbury dans le Connecticut, il déménage avec son père dans le Kentucky en 1788. Il est le demi-frère de Albert Sidney Johnston.
Diplômé de l'Université Transylvania (Lexington) en 1802, il étudie le droit, est admis au barreau et commence à exercer à Alexandria (Louisiane) (alors territoire d'Orléans). 
Il est membre de la législature territoriale de 1805 à 1812 et, pendant la guerre de 1812, lève et organise un régiment pour la défense de La Nouvelle-Orléans. Il s'engage dans des activités agricoles et est juge de district d'État de 1812 à 1821.
Il est élu au dix-septième Congrès, où il sert du 4 mars 1821 au 3 mars 1823. Candidat malheureux à la réélection en 1822 au dix-huitième congrès, en 1824, il est nommé au Sénat américain pour combler le poste laissé vacant par la démission de James Brown. Il est élu au Sénat en 1825 et est réélu en 1831, servant du 15 janvier 1824, jusqu'à sa mort, causée par une explosion sur le bateau à vapeur Lioness, sur la rivière Rouge en Louisiane, le 19 mai 1833. 
Il est inhumé au cimetière des Rapides, à Pineville, en Louisiane.